# Viminalen

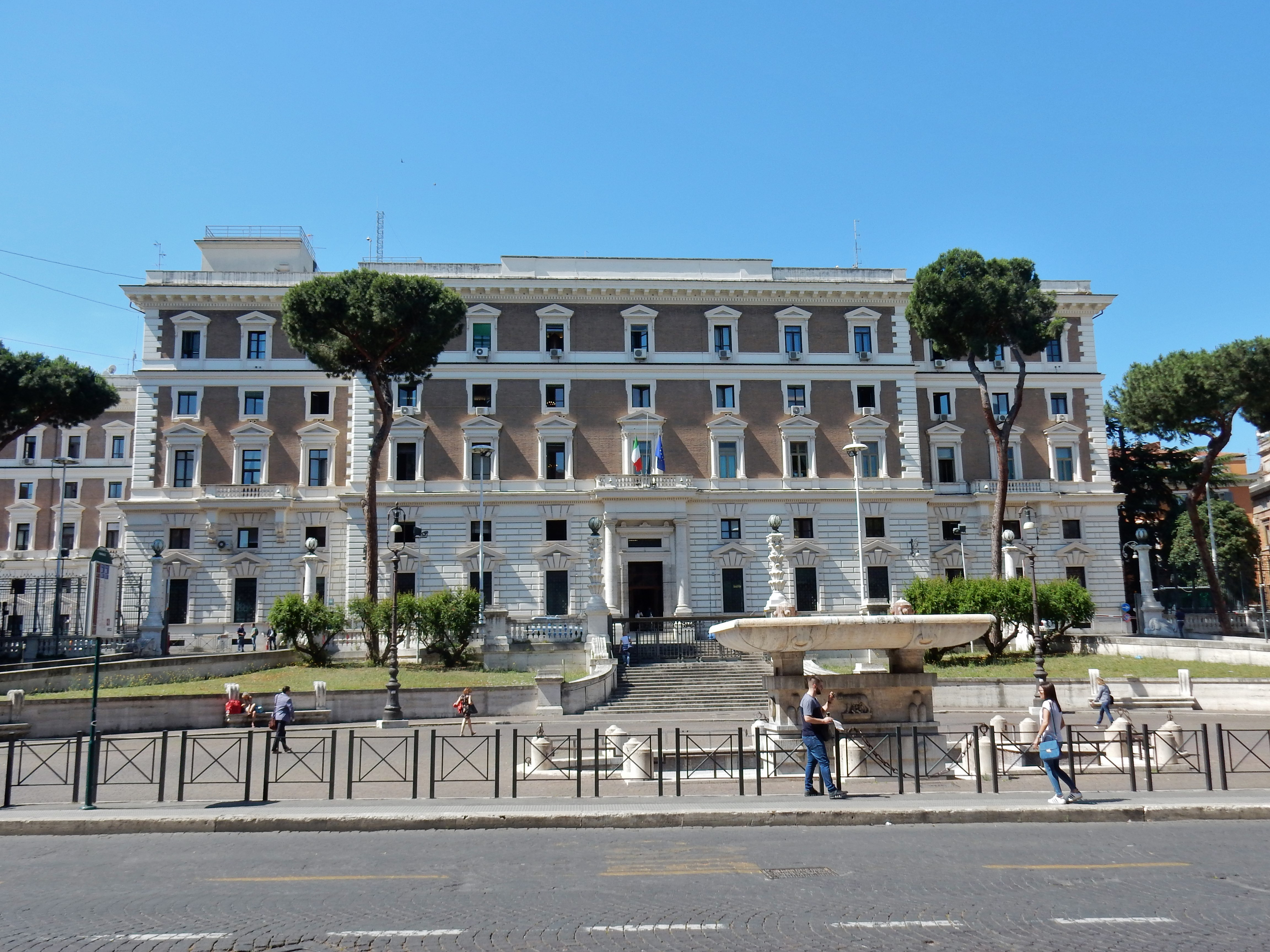
Palazzo del Viminale.

Schematisk karta över Roms sju kullar.

Viminalen (latin: Collis Viminalis, italienska: Viminale) är den minsta av Roms sju kullar och är belägen mellan Quirinalen och Esquilinen. Viminalen är uppkallad efter de videsnår (vimen) som en gång växte här.
På kullen löper den snörräta Via Panisperna. Palazzo del Viminale, uppfört 1920, hyser det italienska inrikesministeriet. På Viminalen ligger även Roms operahus.
På kullens hjässa är kyrkan San Lorenzo in Panisperna belägen.